# Morinda neocaledonica
Morinda neocaledonica är en måreväxtart som först beskrevs av Spencer Le Marchant Moore, och fick sitt nu gällande namn av André Guillaumin. Morinda neocaledonica ingår i släktet Morinda och familjen måreväxter. Inga underarter finns listade i Catalogue of Life.